# Hemihyalea rhoda
Hemihyalea rhoda är en fjärilsart som beskrevs av Druce 1894. Hemihyalea rhoda ingår i släktet Hemihyalea och familjen björnspinnare. Inga underarter finns listade i Catalogue of Life.